# إتش تي سي رادار (موبايل)
إتش تي سي رادار (بالإنجليزية: HTC Radar)‏ هو هاتف ذكي من إتش تي سي يعمل بنظام ويندوز فون، تم طرحه في الأسواق في 1 سبتمبر 2011.

## الخصائص
- نظام التشغيل: ويندوز فون
- الشاشة: شاشة لمس إل سي دي 480×800 16 مليون لون
- المعالج: 1 جيجا هرتز
- الذاكرة: 8 جيجابايت